# Lasse Berg Johnsen
Lasse Berg Johnsen, född Egeland den 18 augusti 1999, är en norsk fotbollsspelare som spelar för Malmö FF.

## Karriär
Den 13 juli 2023 värvades Berg Johnsen av Malmö FF, där han skrev på ett 4,5-årskontrakt. Berg Johnsen gjorde allsvensk debut den 31 juli 2023 i en 3–1-seger över IFK Värnamo, där han blev inbytt i den 80:e minuten.

## Meriter

### Viking
- Norska mästerskapet i fotboll: 2019

### Randers
- Danska cupen: 2020-2021

### Malmö FF
- Allsvenskan: 2023, 2024
- Svenska cupen: 2023/2024